# MBTA Commuter Rail
MBTA Commuter Rail est le réseau de trains de banlieue de l'agglomération de Boston. Il appartient à la Massachusetts Bay Transportation Authority (MBTA), la société publique de transport en commun de l'État du Massachusetts, aux États-Unis. Il dessert principalement les gares de la région de Boston.

## Exploitation
L'exploitation et la maintenance du réseau MBTA Commuter Rail sont assurées, depuis le 1er juillet 2014, par Keolis Commuter Services (KCS), une filiale de Keolis (60%) et SNCF (40%). KCS succède à Massachusetts Bay Commuter Railroad Company (MBCR), un groupement formé par Veolia Transport, Bombardier et Alternate Concepts Inc. qui assurait la gestion auparavant.
En juin 2020 Keolis annonce une prolongation de son contrat de 4 ans, la concession prendra alors fin en juin 2026.